# Frévent
Frévent település Franciaországban, Pas-de-Calais megyében. Lakosainak száma 3288 fő (2022. január 1.). Frévent Séricourt, Ligny-sur-Canche, Nuncq-Hautecôte, Bonnières és Bouret-sur-Canche községekkel határos.

## Népesség
A település népességének változása:
| Lakosok száma | 3667 | 3598 | 3684 | 3570 | 3498 | 3423 | 3348 | 3318 | 3288 |
|               | 2013 | 2015 | 2016 | 2017 | 2018 | 2019 | 2020 | 2021 | 2022 |